# Salima Suakri
Salima Suakri –en árabe, سليمة سواكري– (nacida el 6 de diciembre de 1974) es una deportista argelina que compitió en judo. Ganó una medalla de oro en los Juegos Panafricanos de 1999, y seis medallas de oro en el Campeonato Africano de Judo entre los años 1996 y 2006.

## Palmarés internacional
| Juegos Panafricanos | Juegos Panafricanos       | Juegos Panafricanos | Juegos Panafricanos |
| Año                 | Lugar                     | Medalla             | Categoría           |
| ------------------- | ------------------------- | ------------------- | ------------------- |
| 1999                | Johannesburgo (Sudáfrica) | Medalla de oro      | –52 kg              |
| Campeonato Africano |                           |                     |                     |
| Año                 | Lugar                     | Medalla             | Categoría           |
| 1996                | Sudáfrica (Sudáfrica)     | Medalla de oro      | –48 kg              |
| 1997                | Casablanca (Marruecos)    | Medalla de oro      | –52 kg              |
| 2000                | Argel (Argelia)           | Medalla de oro      | –52 kg              |
| 2001                | Trípoli (Libia)           | Medalla de oro      | –52 kg              |
| 2004                | Túnez (Túnez)             | Medalla de oro      | –52 kg              |
| 2006                | Puerto Louis (Mauricio)   | Medalla de oro      | –52 kg              |